# اللجنة الوطنية للأراضي (كينيا)
اللجنة الوطنية للأراضي (بالإنجليزية: National Land Commission) هي لجنة حكومية مستقلة تأسست بموجب دستور كينيا، تتولى إدارة الأراضي العامة نيابةً عن الحكومة الوطنية والحكومات المحلية. تهدف اللجنة إلى إجراء تحقيقات في المظالم القائمة أو التاريخية المتعلقة بالأراضي والحكم بتعويضات مناسبة، بالإضافة إلى مراقبة وتحمل مسئولية الإشراف على تخطيط استخدام الأراضي في جميع أنحاء البلاد. تأسست اللجنة رسميًا بموجب قانون اللجنة الوطنية للأراضي لعام 2012.

## الأدوار والمسئوليات
تستمد اللجنة الوطنية للأراضي صلاحيتها من السياسة الوطنية للأراضي لعام 2009، ودستور كينيا لعام 2010، وقانون اللجنة الوطنية للأراضي لعام 2012، وقانون الأراضي لعام 2012، وقانون تسجيل الأراضي لعام 2012.